# Lisbet Rausing
Anna Lisbet Kristina Rausing (née le 9 juin 1960) est une historienne des sciences et philanthrope. Avec son époux Peter Baldwin, elle a cofondé l'Arcadia Fund,.

## Biographie
Lisbet Rausing est la fille aînée d'Hans Rausing et de Märit Rausing. Elle a une sœur, Sigrid Rausing, et un frère, Hans Kristian Rausing. Son grand-père, Ruben Rausing, est le cofondateur de la compagnie suédoise Tetra Pak.
Rausing étudie l'histoire à l'Université de Californie à Berkeley (B.A., summa cum laude 1984) et complète une maîtrise (1987) et un Ph.D. (1993) dans la même discipline à l'Université Harvard. Elle y enseigne huit ans.